# Zweibrücken
Zweibrücken (pronuncia tedesca: AFI: /ˈt͡svaɪ̯ˌbʁʏkn̩/ ; Zweebrigge in tedesco palatino, Deux-Ponts in francese) è una città extracircondariale di 34 091 abitanti della Renania-Palatinato, in Germania, non lontano dal confine con la Francia. È la città extracircondariale meno popolata della Germania.

## Amministrazione

### Gemellaggi
Zweibrücken è gemellata con:
- Boulogne-sur-Mer, dal 1959
- Yorktown, dal 1978
- Barrie, dal 1996
- Nyakizu, dal 2001

ed intrattiene rapporti di cooperazione regionale con:
- Homburg